# ۲۱ جمادی‌الاول
۲۱ جمادی‌الاول، بیست و یکمین روز از ماه جمادی‌الاول در تقویم هجری قمری است.
در تقویم هجری قمری قراردادی این روز صد و سی و نهمین روز سال است.